# Elastanz
Die elektrische Elastanz (englisch elastance) gibt das Verhältnis der elektrischen Spannung {\displaystyle U} zur gespeicherten Ladung {\displaystyle Q} eines kapazitiven Bauteils an:
{\displaystyle S={\frac {1}{C}}={\frac {U}{Q}}}

## Einheit
Die SI-Einheit der Elastanz ist inverse Farad. Ein Kondensator hat die Elastanz 1 Farad−1 (Einheitenzeichen: {\displaystyle \mathrm {F} ^{-1}} oder {\displaystyle {\tfrac {1}{\mathrm {F} }}}), wenn das Aufbringen einer Ladung von 1 Coulomb eine Spannung von 1 Volt zwischen seinen Elektroden erzeugt.
{\displaystyle 1\,\mathrm {F} ^{-1}=1\,\mathrm {\frac {1}{F}} =1\,\mathrm {\frac {V}{C}} =1\,\mathrm {\frac {V}{A\cdot s}} =1\,\mathrm {\frac {kg\cdot m^{2}}{A^{2}\cdot s^{4}}} }
Im angloamerikanischen Raum wird diese SI-Einheit der Elastanz manchmal daraf (Farad rückwärts gelesen) genannt.

## Geschichte
Die Bezeichnung der Größe als elastance und elastivity wurde 1886 von Oliver Heaviside eingeführt, der auch Begriffe wie Impedanz, Induktanz, Admittanz und Konduktanz prägte. Dabei benutzte Heaviside die Endung -ance für intensive Größen und -ivity für extensive. Die extensiven Größen waren für elektrische Schaltungen zur Angabe von Werten elektronischer Komponenten, die intensiven für Betrachtung elektrischer Felder bestimmt. Die Bezeichnungen von Heaviside zeigten so die Analogien der Größen elektrischer Schaltungen und Felder. Somit wäre Elastizität die intensive Größe eines Materials, das der extensiven Elastanz einer Komponente entspricht:

“Permittivity gives rise to permittance, and elastivity to elastance.”

„Permittivität führt zu Permittanz, und Elastizität zu Elastanz.“

Dabei verwendet Heaviside das Wort permittance für die Elektrische Kapazität.
Heaviside wählte seine Bezeichnungen so, dass die Wörter für elektrische Größen einzigartig waren und keine Verwechslungsgefahr mit mechanischen Größen bestand. Die analogen Begriffe für mechanische Größen wurden später in Anlehnung an die elektrischen Bezeichnungen geprägt. So wurde der Begriff Elastanz auch in der Fluidmechanik eingeführt.